# Mrs. GREEN APPLE
Mrs. GREEN APPLE是2013年結成的日本搖滾樂團，2015年由環球音樂旗下的EMI Records出道，所屬事務所為Universal Music Artists內的Project-MGA。官方粉絲俱樂部名為「Ringo Jam」，粉絲稱之為「JAM'S（ジャムズ）」。暱稱有「ミセス」和「MGA」。曾於2020年7月以「第一章完結」活動休止，於2022年3月以「第二章開幕」再次活動。

## 成員

### 現任成員
- 大森元貴（おおもり もとき 1996年9月14日 - ）

主唱、吉他、負責全數歌曲作詞・作曲。東京都人。血型A型。
綽號為「もとき(motoki)」「もっくん(mokkun)」。 在國小送別會上想引人注目為理由而開始了接觸音樂。最早是以貝斯作為為主要樂器而開始彈唱活動。在與中學時期的同學若井滉斗相遇為契機而組成樂團。起初因為若井為足球隊且十分有人氣而不擅長與他交際，在校外教學時候，兩人藉由當時候流行的Susan Magdalane Boyle開啟話題，進而發現對方都喜歡音樂而成為好友。喜歡的水果是橘子，討厭的食物為番茄，對蘋果過敏。專長・興趣為畫畫跟排球。喜歡的藝術家為，攝影師 Kyle Thompson。打工經歷：與若井在同家超市打工，而大森負責在熟食部裡製作便當。
- 若井滉斗（わかい ひろと 1996年10月8日 - ）

吉他擔當。東京都人。Mrs. GREEN APPLE的隊長。血型O型。綽號為「ひろぱ(hiropa)」。結束持續10年的足球生活而開始接觸吉他，並與中學的同學大森一起組成樂團。國小時期的綽號為「太陽君」。是成員裏頭年紀最小的。前齒非常的小，十分怕高與怕冷。專長・興趣為攝影、足球、空手道（初段）。喜歡的藝術家有THEE MICHELLE GUN ELEPHANT、Dr.Feelgood、Michael Jackson。喜歡的女生類型為橋本愛、篠崎愛、山本彩、横山由依。打工經歷：與大森在同家超市打工，而若井則是在超市肉類處理部門。在樂團活動休止期間學習韓語。
- 藤澤涼架（ふじさわ りょうか 1993年5月19日 - ）

鍵盤手。長野縣人。血型:A型。
喜歡的食物：拉麵、日本酒。綽號「りょうちゃん(ryouchan)」。從小開始學習古典鋼琴，加入Mrs. GREEN APPLE之後，才開始接觸電子琴。在演唱會上作為炒熱氣氛的存在。國中三年級的時候，曾經代表長野地區參加過全日本吹奏樂的全國大賽（吹奏長笛）。打工經歷：超商、居酒屋。

### 已離開成員
- 山中綾華（やまなか あやか 1995年2月5日 - ）

鼓手擔當。宮崎県人。血型B型。學過的才藝：游泳(5年)、鋼琴(7年)、茶道(5年)，是樂團裡唯一的女生。因大森的邀請，而加入樂團。高中一年級時後加入學校社團而開始打鼓。大家公認樂團裡頭最天然的成員。打工經歷：超商(2年)
- 髙野清宗（たかの きよかず 1991年10月2日 - ）

貝斯手。長野縣人。血型:A型。對蟲子苦手、酒量很弱。綽號「高氏」(大森命名)。在2014年11月透過熟人介紹，而加入Mrs. GREEN APPLE。成員中年紀最大。穿衣品味是全團員公認最糟的。打工經歷：超商的店員、在暑假期間住進的山奧旅館當工作人員。

### 支援樂手
- 森夏彥（貝斯）- 前THE 2（日语：THE 2）的成員，也是前Shiggy Jr.（日语：Shiggy Jr.）的成員。主要負責現場演出及第二章時期歌曲的貝斯部分。

- OKP-STAR（貝斯）- 搖滾樂隊WHITE LIE的成員，前Aqua Timez的成員。主要負責現場演出的貝斯部分。

- 神田リョウ（鼓手）- 前舞者。主要負責現場演出的鼓部分。

- クラカズヒデユキ（鼓手）- 前赤色のグリッター（日语：赤色のグリッター）的成員。主要負責現場演出及第二章時期歌曲的鼓部分。

## 團名由來
團名「Mrs. GREEN APPLE」其實是因為「（音的）響亮」而決定的，當時他們於高中時代在家庭餐廳討論樂團名字時，希望能把食物或動物等任何人都能理解的名詞融入樂團名中，看著菜單，想到「如果名字裡有食物的名字，可能會比較容易被記住」，然後前任貝斯手說了「GREEN APPLE」，於是就決定了這個名字。
然而，他們覺得「GREEN APPLE」單獨使用太過清新，無法表現出成熟的氛圍，所以最後想到加上「Mrs.」這個詞。大森解釋說，加入英語中的女性尊稱「Mrs.」的原因是希望樂團給人柔和且中性的形象。
之後衍伸出「不要忘記初心，不會成熟到變成紅蘋果」的涵義。

## 經歴
2013年
- 大森元貴、若井滉斗、山中綾華、松尾拓海（前貝斯手），四人在2013年春天組成。在這之後，大森邀請藤澤加入，成為五人體制。

2014年
- 2月4日、Mrs. GREEN APPLE「1st Demo」（リスキーゲーム・恋と吟）在演唱會當天限定販售。
- 7月5日、演唱會會場限定迷你專輯『Introduction』販售。初次的自主企劃「ゼンジン未到とコンフリクト〜前奏編〜」在渋谷LUSH舉行。同時發表了松尾拓海退出的消息。
- 11月9日、第二次的自主企劃「ゼンジン未到とパラダイムシフト〜音楽編〜」在新宿MARZ舉行。也是正式宣佈髙野清宗的加入。

2015年
- 2月18日、第一次的全國流通盤「Progressive」發行。
- 3月26日、第三次的自主企劃「ゼンジン未到とプログレス〜実戦編〜」在新代田FEVER舉行。當天也發表了同年的7月8日將主流出道。
- 7月8日、以迷你專輯『Variety』，成為EMI RECORDS旗下樂團主流出道。
- 7月20日、「Variety」發行紀念PARTY「Variety is Variety」在渋谷eggman舉行。
- 8月18日開始到9月4日、與赤色のグリッター(現已解散)一起舉行，在7個會場、7場演出的兩團共演巡迴「赤と緑のホショクツアー」。更是在10月19日於渋谷CRAWL舉行追加演唱會。
- 9月26日、在渋谷WWW舉行初次的樂團單獨演唱會「Mrs. ONEMAN LIVE 〜武装と創と造〜」。
- 12月16日、第一張單曲「Speaking」發行。單曲同名歌曲Speaking，被選為東京電視台播出的動畫「遊☆戯☆王ARC-V」片尾曲做使用。
- 12月16日到12月24日，舉行了東名阪單獨巡迴「Mrs. ONEMAN TOUR 〜東と名と阪〜」。

2016年
- 1月13日、第一張專輯『TWELVE』發行。
- 3月1日到4月10日、舉行了第一次的全國單獨巡迴「TWELVE TOUR 〜春宵一刻とモノテトラ〜」。
- 6月13日到6月16日、在東名阪各地的CLUB QUATTRO，展開兩團的對盤巡迴「Mrs. TWOMAN TOUR ～初夏とリンゴとロックバンド～」を。6月13日的名古屋演出，對盤樂團為04 Limited Sazabys、6月14日的大阪演出，對盤樂團為キュウソネコカミ、6月16日的東京演出則是由SAKANAMON作為嘉賓一同演出。
- 6月15日、第二張單曲「サママ・フェスティバル!」發行。
- 6月19日、「サママ・フェスティバル!」的發售紀念、在東京都内舉行了，100名限定的招待制演唱會。
- 7月28日、專輯『TWELVE』的樂譜本發售。
- 10月29日、在赤坂BLITZ舉行演出活動「AKASAKA BLITZ HALLOWEEN 2016 ～Mrs. FANCY PARTY～」。
- 11月2日、第三張單曲「In the Morning」發行。
- 11月3日、為了紀念第三張單曲發行，在東急プラザ表参道原宿的空中庭園「おもはらの森」舉辦了免費演唱會。
- 11月20日開始到12月8日、6都市7場演出的單獨巡迴「In the Morning Tour」開始舉行。

2017年
- 1月11日、第二張專輯『Mrs. GREEN APPLE』發行。
- 3月1日開始到5月19日、全国20場演出的單獨巡迴「MGA MEET YOU TOUR」開始舉行。
- 4月5日、「In the Morning Tour – LIVE at TOKYO DOME CITY HALL 20161208」演唱會DVD發行。
- 5月3日、第四張單曲「どこかで日は昇る」發行。
- 7月1日、舉行了初次的沖縄演唱會「NAHAHA FESTIVAL!」。
- 7月8日和7月15日、舉行了戶外的單獨演唱會「ゼンジン未到とロワジール」。
- 8月30日、第五張單曲「WanteD! WanteD!」發行。同名歌曲「WanteD! WanteD!」是特地為了做為富士電視台播出的電視劇「僕たちがやりました(是我們做的)」片頭曲而寫的。而為卡通「ナナマル サンバツ(猜謎王)」特別量身打造的片頭曲「On My MiND」，也收錄在單曲中。
- 10月20日到11月12日、舉行了第一次的學園祭巡迴「Mrs. GAKUSAI TOUR」。
- 12月12日開始到12月20日、舉行了初次的FANCLUB巡迴「RINGO JAM TOUR ～東と名と阪～」。

2018年
- 2月14日、第六張單曲「Love me, Love you」發行。
- 3月22日到4月14日、為紀念第三張專輯『ENSEMBLE』發行，在五個城市舉行＂Mrs. 搶先試聽PARTY＂。
- 4月17日、為了紀念第三張發行發行，在原宿的代代木公園的戶外舞台舉辦免費演唱會。
- 4月18日、第三張專輯『ENSEMBLE』發行[3]。
- 4月20日、初次在MUSIC STATION登場。
- 5月12日到8月4日，將舉行共13場的全國HALL單獨巡迴「ENSEMBLE TOUR」。
- 8月1日、第七張單曲「青と夏」發行。
- 8月24日、第二次在MUSIC STATION登場。
- 9月8日及9月9日，為「ENSEMBLE TOUR」巡迴最終兩場，將第一次登上幕張メッセ 国際展示場。
- 9月23日，為Mrs. ONEMAN LIVE ～青の海と夏～沖繩場。
- 10月3日，SCHOOL OF LOCK! 内「ミセスLOCKS!」廣播節目，主持一周年。
- 11月17日到12月25日，即將舉行共17場的LIVEHOUSE巡迴「ゼンジン未到とプロテスト～回帰編～」。
- 12月28日，首度登上COUNTDOWN JAPAN 主舞台[4]。

2019年
- 1月9日、第八張單曲「僕のこと」、演唱會DVD「ENSEMBLE TOUR 〜ソワレ・ドゥ・ラ・ブリュ〜」發行。
- 3月24日、來台參加大港開唱[5]。
- 6月28日開始到8月30日、舉行全國HALL單獨巡迴「The ROOM TOUR」，融合舞台劇元素，打破樂團既定印象[6][7]。
- 4月3日、第九張單曲「ロマンチシズム」發行[8]。
- 10月2日、第四張專輯「Attitude」發行[9]。
- 11月9日、10日，舉辦首次台灣專場演唱會「Mrs. ONEMAN LIVE ～in TAIWAN～」

2020年
- 7月8日、宣佈第一章結束、活動休止，並發表精選專輯「5」

2021年
- 12月30日、鼓手山中綾華、貝斯手高野清宗退出Mrs. GREEN APPLE。

2022年
- 3月14日，公開了全新的標誌[10]。
- 3月18日、發表新曲〈ニュー・マイ・ノーマル〉、同時宣佈重新活動和第二章的開始。
- 5月24日，從迷你專輯《Unity》中提前發行了〈ダンスホール〉（Dance Hall）。並於同年獲得日本唱片大獎的「優秀作品賞」。
- 11月9日，發行了相隔前作三年半的第10張實體單曲〈Soranji〉。這首歌曲是為電影『來自雪國的遺書』創作的主題曲。此外，單曲中的附加曲目收錄了動畫電影『航海王劇場版：紅髮歌姬』中的劇中歌〈我是最強〉的自我翻唱版本。

#### 2023年
- 4月25日，發行了第7張數位單曲〈ケセラセラ〉。這首歌曲是為4月30日開始播放的ABC電視台・朝日電視台系連續劇『週日晚上左右...』創作的主題曲。
- 6月13日，從第五張專輯《ANTENNA》中先行配信了〈Magic〉。這首歌曲是為6月5日開始播放的可口可樂電視廣告創作的歌曲。
- 7月5日，繼前作《Attitude》後，發行了時隔四年的第五張專輯《ANTENNA》。
- 7月8日至8月4日，舉行全國巡迴「ARENA TOUR 2023 “NOAH no HAKOBUNE” 」。
- 8月12日、13日舉行「DOME LIVE 2023 "Atlantis"」。
- 10月25日，參加MONGOL800結成25週年紀念專輯《800TRIBUTE -champloo is the BEST!!2-》，翻唱〈あなたに〉。
- 11月22日，〈ケセラセラ〉在日本唱片大獎（レコード大賞）獲得了「優秀作品賞」，12月30日，該歌曲進一步獲得了「大賞」。
- 12月31日，首次參加NHK第74回紅白歌合戰，曲目為〈ダンスホール〉。

#### 2024年
- 1月17日，發行了第8張數位單曲〈ナハトムジーク〉。這首歌曲是為電影『Silent Love』創作的主題曲。
- 4月至8月，每個月發行一首單曲，分別為：4月電視動畫『失憶投捕』片頭曲〈紫丁香〉、5月電影『Dear Family』的主題曲〈Dear〉、6月的〈コロンブス〉、7月朝日電視台2024運動應援歌曲〈アポロドロス〉、8月本田「FREED」廣告歌曲〈familie〉。其中〈ライラック〉為Mrs. GREEN APPLE首次每周達到一千萬串流播放，也是該樂隊第一次獲得Billboard Japan Hot 100第一位，最快達到一億串流媒體播放的歌曲。
- 7月6日開始，舉行了他們首次的體育場巡演「ゼンジン未到とヴェルトラウム 〜銘銘編〜」。這是日本樂隊首次以最年輕的身份舉辦體育場巡演。
- 7月31日，〈ナハトムジーク〉在Billboard Japan串流播放超過一億，為Mrs. GREEN APPLE在該網站認證第十六首串流超過一億播放量的歌曲，為日本目前擁有最多破億歌曲的音樂藝人。8月21日〈ANTENNA〉、10月23日〈コロンブス〉、12月4日〈familie〉、12月18日〈Dear〉各串流播放超過一億，直至2024年為止持有一億播放量的歌曲增加至二十首。
- 9月8日，宣布出席紐約舉行的「Tommy Hilfiger」2025春夏系列時裝秀。
- 9月13日，將去年12月至今年3月舉行的粉絲俱樂部巡演「Mrs. GREEN APPLE 2023-2024 FC TOUR "The White Lounge"」改編為電影上映，名為『Mrs. GREEN APPLE // The White Lounge in CINEMA』。音訊版本於9月23日在各大串流平台數位發行。
- 10月5日開始，在K-Arena橫濱舉行定期公演「Mrs. GREEN APPLE on "Harmony"」。這是他們首次舉辦的定期公演，共有10場演出。
- 10月23日，宣布為聖☆哥傳於12月20日上映的電影版『聖☆哥傳 THE MOVIE〜聖人 VS 惡魔軍團〜』創作主題曲〈ビターバカンス〉。
- 11月，將在東京都內舉行「Mrs. GREEN APPLE 18祭」，後來公布了歌名為〈ダーリン〉。
- 11月21日，〈ライラック〉獲得第66屆日本唱片大賞的「優秀作品賞」，12月30日，該歌曲進一步獲得了「大賞（レコ大）」，成為首個連兩年獲得「大賞」的樂團。
- 12月2日，舉行了記者發表會，發表會的過程透過官方YouTube頻道進行了直播。為了迎接即將到來的2025年，該樂隊宣布了一系列以「MGA MAGICAL 10 YEARS」為主題的企劃，作為慶祝他們的主流出道10周年，主題命名的構想為：「10週年這個重要節點，我們考慮了如何讓粉絲感到更多的快樂和興奮。我們有一首歌叫〈Magic〉，因此希望這一年對MGA和粉絲而言都是充滿魔力的一年」。
- 12月，Billboard JAPAN公布的2024年榜中，樂隊獲得「音樂藝術家100名」第一位，17首歌曲入榜「熱門歌曲100名」創下日本告示牌建榜以來紀錄，部份歌曲在今年皆更新自身排名，其樂隊代表歌曲〈青與夏〉在今年更新自身排名來到第九位。此外，大森在作詞家排行榜「Top Lyricists」以及作曲家排行榜「Top Composers」中皆獲得了第1位的成績，這是他連續兩年獲得該榮譽。
- 12月31日，第二次參加NHK紅白歌合戰，演出曲目為〈青と夏、ライラック～紅白SP〉。

#### 2025年
- 2月15日、16日，於韓國的高麗大學舉行他們的首場韓國公演「MGA LIVE in SEOUL, KOREA 2025」。
- 3月19日，宣布為4月25日上映由timelesz的菊池風磨與大森親自主演的電影版「#我要說出真相（日语：＃真相をお話しします）」創作主題曲〈天国〉。
- 春夏期間，與全國各地的商業設施進行合作。
- 7月，Mrs. GREEN APPLE，成為日本國內首位串流媒體總播放數達成100億的音樂藝術家(Billboard JAPAN統計)。[11]
- 7月8日，發行第二張精選專輯《10》。
- 7月26日、27日，於橫濱山下埠頭（日语：山下埠頭）舉辦戶外演唱會，兩天動員10萬人次參與。此外，因本次公演發生的音漏問題，收到大量投訴與批評，最終發布了道歉聲明。
- 秋季，計畫在全國各地舉辦展覽會。
- 自10月25日起，樂隊將展開首次的五大巨蛋巡迴演出「Mrs. GREEN APPLE DOME TOUR 2025 “BABEL no TOH”」。本次巡演為2023年舉辦的巨蛋演唱會「Mrs. GREEN APPLE DOME LIVE 2023 “Atlantis”」的續篇。
- 11月28日，為紀念主流出道10週年，將同時上映改編自紀念演唱會的現場音樂電影《MGA MAGICAL 10 YEARS ANNIVERSARY LIVE FJORD ON SCREEN》以及紀錄片。音樂電影預定以 IMAX 規格上映。

## 合作
| |
| 〈ケセラセラ〉這首歌曲的靈感來自於西班牙語，意為「順其自然」。 在生活中，我們難免會遇到需要忍耐的時刻，或垂頭喪氣的瞬間。但無論是好是壞，事情總會以某種方式發展下去。抱著這樣的信念，我創作了這首歌曲。 這首歌融合了多種情緒起伏，充滿了對所有努力生活著的人們的一份歡呼和鼓勵之意。 在閱讀第一集的劇本時，僅僅三頁就讓我流下眼淚。故事深深打動了我的心，觸碰到了我一直珍視的情感琴弦。 劇本細膩地描繪了人與人之間的愛情、自尊與複雜情感，讓我受到了極大的感動。特別是對情景和行動的描寫，非常用心且富有層次感，這是一份讓我印象深刻的劇本。這也使我在創作歌曲時靈感不斷湧現。 這部劇集播出後，相信能讓觀眾以全新的心態迎接新的一週，並溫柔地推動大家前進，讓人心生「再多努力一點吧」的想法。 我們也非常期待節目的播出。 |

| |
| 我們是Mrs. GREEN APPLE，很榮幸能為此創作了樂曲〈ナハトムジーク〉。 『Silent Love』這部作品，帶著一些並非單純美好的普世題材，比如： 關於思念一個人是什麼、 關於背負過去是什麼、 關於描繪幸福是什麼。 我們認為這是一部能讓人重新體會到，戀愛和意識到愛的存在，既殘酷又美麗且動人的作品。 |

| |
| 耀眼的青春背後，必然伴隨著長長的陰影，那是令人厭煩的青春。 這兩者都是無法挽回、無法重來的事物，卻也因此成為令人不禁珍愛的存在。 在收到合作邀約時，我首先想到的就是這些。 我希望能夠好好凝視清峰與要他們的「青」，感受其中的深意。 |

| |
| 本作完全改編自真實事件，想到所有的經歷最終促成了球囊導管的誕生，讓人感慨萬千。眼前的現實是如此深不可測，但我感受到家人之間堅強的羈絆，內心深深被觸動。 在創作樂曲前，我先行閱讀了相關資料，那些內容讓我忍不住落淚。同時，也從中獲得了巨大的能量與生命的活力。 主題曲〈Dear〉給人一種宏大而清爽的印象，但同時也像是腳踏實地般，有著一條貫穿核心的堅定信念。歌詞中包含了一些此前從未表達過的詞彙，希望大家也能關注這些細節。 |

| |
| （關於這次的話題）我感到無比榮幸。我真誠地希望能以宏大的氣勢，並同時描繪出細膩的能量。奧林匹克是每四年一次，能夠為整個日本帶來勇氣的珍貴機會。想像選手們心中和體內湧動的力量，我幾乎無法用言語形容。然而，若能以音樂的形式，哪怕只是一點點，為他們助力，並為奧林匹克增添光彩，我將深感榮幸。 其實這首曲子與十年前創作的一首以奧林匹克為靈感的作品構成了二部組曲。主題涵蓋了鬥志、激動的情感，以及如寧靜的廣大天地般的放鬆感受，結合了動與靜的對比。這是一場跨越數年的自我對話，讓我在創作過程中收穫了非常有意義的體驗。 |

| |
| 我是『聖☆哥傳』的忠實粉絲，從中學時代開始，每次在書店看到新刊就會立刻買來閱讀。這次能夠參與相關的企劃，讓我感到一種莫名的命運感。 從佛陀和耶穌那治癒人心的日常生活中，我們也學到了不少。當代人常常過於執著、壓力過大，希望這些作品能讓大家感受到一絲輕鬆，能在某個瞬間稍微放下肩上的重擔。這次的歌曲便是想傳達那份無厘頭卻重要的輕鬆感。 休息一下也沒關係！ 現代人實在太拼了！ 休息後的責任和後續影響，就交給那時的自己來解決吧！ 這並不是無責任的態度，而是希望大家能在面對責任之前，給自己一些喘息的時間，擁有一份內心的平靜。希望這份訊息能稍微傳遞到每一位聽者的心中。 |

| |
| 我們是Mrs. GREEN APPLE，非常榮幸能與18歲世代的大家共同打造「18祭」。能夠參與這樣寶貴的機會，我們感到十分榮幸。 在人生中如此重要且感受豐富的時刻，我們希望能與大家一起創造一個難以忘懷的舞台。今年的主題是「真心話」。 或許大家每天都懷抱著許多無法對父母、家人甚至朋友說出口的心情。如果能將這些情感毫無保留地向我們傾訴，我們將感到非常榮幸。 我們衷心期待大家踴躍報名，並由衷地期待與你們相見！ |

| |
| 我們是Mrs. GREEN APPLE，為這部作品創作並提供了主題曲〈天國〉。 這次我不僅參與了主題曲的創作，還擔任了主演的角色。作為主題曲的負責人，我從另一個角度、不同的視角去面對這部作品。 原本我覺得〈天國〉這首歌的標題應該是在更遙遠的未來才會描繪出來的，但因著這次的契機與時機的巧合，這首曲子得以誕生，讓我感到無比感慨。 電影「#我要說出真相」中這首歌響起的意義，以及這首歌必須誕生的意義，我希望自己能細細地體會，並珍視這一切。 |

| |
| 『藥師少女的獨語』不僅在日本深受喜愛，在海外也廣受歡迎，這次能有這樣的機緣參與其中，我感到非常榮幸。我們思考著能用自己擁有的東西為這部作品注入什麼，於是創作了這首名為〈クスシキ〉的歌曲。 〈クスシキ〉這個標題源自「藥」這個詞的語源——古語「奇し（くすし）」。藥既能幫助人，也可能成為毒物，而「くすし」原本帶有「神秘的」「不可思議的」之意，我們從中獲得靈感，將旋律與歌詞的世界觀拓展開來。 在我們Mrs. GREEN APPLE一貫的樂團風格音色中，融入了『藥屋』特有的東方氛圍，不僅在旋律上，也在樂器選擇上進行了這樣的嘗試，作為一次全新的挑戰。我們以「跨越今生來世也不變的愛」為主題創作，因此這首歌雖然展開得眼花繚亂，但希望大家能結合故事，一行一行地細細品味。如果能與這首歌曲一同享受接下來愈發精彩的故事，我們將感到非常開心。 |

| |
| 我們創作了並提供了歌曲〈breakfast〉。每天或許都有各種思緒交錯，但我們希望這首歌能讓大家產生「好，今天也來大幹一場吧！」的想法，並為大家的早晨增添一抹色彩，這是我們創作時的心願。 順便一提，我是屬於不吃早餐的那一派。—大森元貴 |

| |
| 在製作〈Carrying Happiness〉時，我們最重視的是讓賓客感受到滿滿的幸福感。從小就常來東京迪士尼樂園的我，想將自己那份雀躍的心情融入這首歌中。希望大家在『Summer Cool Off at Tokyo Disney Resort』中，透過這首歌提升幸福感，創造最棒的回憶！ |

| |
| Q. 在製作這首歌曲〈夏之影〉時，有沒有什麼關於夏日午後的回憶或經歷被回想起或融入其中？ A. 夏日夕陽西下時的空氣氣味，那種悶熱卻又清爽的童年感覺。即使長大成人，夏天總是帶著一絲淡淡的感傷，這些回憶在創作中湧現出來。 Q. 有沒有關於「麒麟午後紅茶」或「檸檬紅茶」的回憶或特別的經歷？ A. 平時當然非常喜歡這些飲品，無論是在錄音、開會還是各種場合，它們總是陪伴在身邊。 Q. 希望這首歌曲在什麼樣的時刻、被什麼樣的人聆聽？這首歌曲中寄託了什麼样的情感？ A. 夏天總是提醒我們時間是有限的。這首歌喚起了那些酸甜的回憶、與家人共度的時光，以及小時候那無限自由的日子。它是一首能讓人回想起構成你人生點滴的日常的歌曲。希望大家能在搭電車時、走在歸途上，或任何喜歡的時刻，自由地聆聽這首歌。 Q. 有沒有推薦的「夏日午後」最佳度過方式？ A. 想打開窗戶，感受從紗窗吹進來的空氣，慵懶地度過時光。可以吃碗涼麵，或者出去散散步。—大森元貴 |

## 作品

### 實體單曲
|                                 |
| 1. Speaking 2. 恋と吟 3. えほん |

| |
| 1. サママ・フェスティバル！ 2. umbrella 3. ノニサクウタ 4. サママ・フェスティバル！ (Instrumental) |

|                                         |
| 1. In the Morning 2. ツキマシテハ 3. Oz |

|                                                     |
| 1. どこかで日は昇る 2. スマイロブドリーマ 3. SwitCh |

|                                              |
| 1. WanteD! WanteD! 2. On My MiND 3. 光のうた |

|                                                     |
| 1. Love me, Love you 2. Log (feat.坂口有望) 3. 春愁 |

|                                                       |
| 1. 青と夏 2. 点描の唄 (feat.井上苑子) 3. ア・プリオリ |

|                                 |
| 1. 僕のこと 2. 灯火 3. Folktale |

|                                             |
| 1. ロマンチシズム 2. How-to 3. 月とアネモネ |

|                                        |
| 1. Soranji 2. 私は最強 3. フロリジナル |

#### 數位限定單曲
|      | 發行日期 | 發行日期 | 標題                                             | Billboard JAPAN Hot 100最高位 | Billboard JAPAN 串流媒體累積播放次數 | RIAJ串流媒體 認證 | 收錄專輯 |
| 年   | 月日     |          | 標題                                             | Billboard JAPAN Hot 100最高位 | Billboard JAPAN 串流媒體累積播放次數 | RIAJ串流媒體 認證 | 收錄專輯 |
| ---- | -------- | -------- | ------------------------------------------------ | ----------------------------- | ------------------------------------ | ----------------- | -------- |
| 1st  | 2017年   | 12月4日  | WHOO WHOO WHOO                                   | -                             | -                                    | -                 | ENSEMBLE |
| 2nd  | 2017年   | 12月25日 | WanteD! WanteD! (KERENMI Remix)                  | -                             | -                                    | -                 | -        |
| 先行 | 2018年   | 3月22日  | PARTY                                            | 99位                          | -                                    | -                 | ENSEMBLE |
| 3rd  | 2019年   | 7月18日  | インフェルノ                                     | 17位                          | 6.3億                                | 鑽石              | Attitude |
| 先行 | 2019年   | 8月24日  | lovin'                                           | 82位                          | 1.3億                                | 白金              | Attitude |
| 先行 | 2019年   | 9月19日  | CHEERS                                           | 26位                          | 1.7億                                | 白金              | Attitude |
| 4th  | 2020年   | 4月10日  | PRESENT (English ver.)                           | 47位                          | -                                    | -                 | -        |
| 先行 | 2020年   | 5月27日  | アボイドノート                                   | 51位                          | -                                    | -                 | 5        |
| 先行 | 2020年   | 6月24日  | スターダム                                       | 92位                          | -                                    | -                 | 5        |
| 5th  | 2022年   | 3月18日  | ニュー・マイ・ノーマル                           | 23位                          | 1.5億                                | 白金              | Unity    |
| 先行 | 2022年   | 5月24日  | ダンスホール                                     | 8位                           | 7.3億                                | 鑽石              | Unity    |
| 先行 | 2022年   | 6月13日  | ブルーアンビエンス (feat. asmi)                  | 42位                          | 3億                                  | 雙白金            | Unity    |
| 6th  | 2023年   | 1月9日   | 僕のこと (Orchestra ver.)                        | 93位                          | -                                    | -                 | -        |
| 7th  | 2023年   | 4月25日  | ケセラセラ                                       | 3位                           | 7億                                  | 鑽石              | ANTENNA  |
| 先行 | 2023年   | 6月13日  | Magic                                            | 3位                           | 4.3億                                | 三白金            | ANTENNA  |
| 8th  | 2024年   | 1月17日  | ナハトムジーク                                   | 3位                           | 1.7億                                | 白金              | 10       |
| 9th  | 2024年   | 4月12日  | ライラック(紫丁香)                               | 1位                           | 6.3億                                | 鑽石              | 10       |
| 10th | 2024年   | 5月20日  | Dear                                             | 8位                           | 1.5億                                | 白金              | 10       |
| 11th | 2024年   | 6月12日  | コロンブス                                       | 4位                           | 2.2億                                | 白金              | 10       |
| 12th | 2024年   | 7月3日   | アポロドロス                                     | 16位                          | -                                    | 金                | 10       |
| 13th | 2024年   | 8月9日   | familie                                          | 3位                           | 2.1億                                | 白金              | 10       |
| 14th | 2024年   | 11月29日 | ビターバカンス                                   | 1位                           | 1.7億                                | 白金              | 10       |
| 15th | 2025年   | 1月20日  | ダーリン                                         | 2位                           | 2億                                  | 白金              | 10       |
| 16th | 2025年   | 4月5日   | クスシキ                                         | 1位                           | 1.1億                                | 白金              | 10       |
| 17th | 2025年   | 5月2日   | 天国                                             | 1位                           | -                                    | -                 | 10       |
| 18th | 2025年   | 6月4日   | breakfast                                        | 1位                           | -                                    | -                 | 10       |
| 先行 | 2025年   | 7月1日   | Carrying Happiness (Tokyo Disney Resort Version) | 4位                           | -                                    | -                 | 未收錄   |
| 19th | 2025年   | 7月19日  | Carrying Happiness                               | 4位                           | -                                    | -                 | 未收錄   |
| 20th | 2025年   | 8月11日  | 夏の影                                           | -                             | -                                    | -                 | 未收錄   |

### 迷你專輯
|                                                                                      |
| 1. HeLLo 2. 藍 3. スターダム 4. FACTORY 5. リスキーゲーム 6. 慶びの種 (シークレット) |

|                                                                                  |
| 1. 我逢人 2. ナニヲナニヲ 3. Conflict 4. アンゼンパイ 5. 日々と君 6. Wall Flower |

|                                                                  |
| 1. Start 2. リスキーゲーム 3. L.P 4. Vip 5. ゼンマイ 6. 道徳と皿 |

| |
| 1. ニュー・マイ・ノーマル 2. ダンスホール 3. ブルーアンビエンス 4. 君を知らない 5. 延々 6. Part of me |

### 完整專輯
| |
| 1. 愛情と矛先 2. Speaking 3. パブリック 4. 藍(あお) 5. キコリ時計 6. 私 7. No.7 8. ミスカサズ 9. Simple 10. InTerLuDe ～白い朝～ 11. Hug 12. Hello 13. 庶幾の唄 |

| |
| 1. Lion 2. In The Morning 3. おもちゃの兵隊 4. 絶世生物 5. soFt-dRink 6. 鯨の唄 7. うブ 8. サママ・フェスティバル！ 9. Oz (2017 Version) 10. Just A Friend 11. Factory 12. Umbrella (2017 Version) 13. Journey |

| |
| 1. Love Me, Love You (Ensemble Version) 2. Party 3. Wanted! Wanted! 4. アウフヘーベン 5. はじまり feat.キヨサク 6. They Are 7. Whoo Whoo Whoo 8. スマイロブドリーマ 9. SPLASH!!! 10. Reverse 11. Coffee 12. On My MiND 13. どこかで日は昇る |

| |
| 1. Inspiration 2. Attitude 3. インフェルノ 4. Cheers 5. Viking 6. Propose 7. 僕のこと 8. 青と夏 9. クダリ 10. Lovin' 11. Ke-Mo Sah-Bee 12. ロマンチシズム 13. 嘘じゃないよ 14. How-to 15. Soup 16. Circle 17. Folktale |

| |
| 1. Antenna 2. Magic 3. 私は最強 4. Blizzard 5. ケセラセラ 6. Soranji 7. アンラブレス 8. Loneliness 9. Norn 10. 橙 11. Doodle 12. BFF 13. Feeling |

### 精選專輯
| |
| 1. スターダム 2. 我逢人 3. Start 4. Speaking 5. パブリック 6. サママ・フェスティバル！ 7. In The Morning 8. 鯨の唄 9. どこかで日は昇る 10. Wanted! Wanted! 11. Love Me, Love You 12. アウフヘーベン 13. 青と夏 14. 僕のこと 15. ロマンチシズム 16. インフェルノ 17. アボイドノート 18. PRESENT (Japanese ver.) 19. Theater |

| |
| 1. ニュー・マイ・ノーマル 2. ダンスホール 3. Soranji 4. 私は最強 5. ケセラセラ 6. Magic 7. ANTENNA 8. ナハトムジーク 9. ライラック 10. Dear 11. コロンブス 12. アポロドロス 13. familie 14. ビターバカンス 15. ダーリン 16. クスシキ 17. 天国 18. breakfast 19. 慶びの種 20. 道徳と皿 (2025 ver.) ※第20首歌曲僅限付費數位下載與購買專輯的附贈曲目 |

### 獎項
| 年度 | 獎項                  | 類別           | 提名                         | 結果 |
| ---- | --------------------- | -------------- | ---------------------------- | ---- |
| 2022 | 第64.65屆日本唱片大獎 | 大賞           | ダンスホール （Dance Hall）  | 提名 |
| 2022 | 第64.65屆日本唱片大獎 | 優秀作品賞     | ダンスホール （Dance Hall）  | 獲獎 |
| 2023 | 第64.65屆日本唱片大獎 | 大賞           | ケセラセラ （Que Sera Sera） | 獲獎 |
| 2023 | 第64.65屆日本唱片大獎 | 優秀作品賞     | ケセラセラ （Que Sera Sera） | 獲獎 |
| 2023 | MTV日本音樂錄影帶大獎 | 最佳MV         | ケセラセラ （Que Sera Sera） | 獲獎 |
| 2023 | MTV日本音樂錄影帶大獎 | 最佳視覺效果   | ケセラセラ （Que Sera Sera） | 獲獎 |
| 2023 | MTV日本音樂錄影帶大獎 | 最佳另類錄影帶 | Magic                        | 獲獎 |
| 2023 | MTV日本音樂錄影帶大獎 | 年度藝人       | Mrs. GREEN APPLE             | 獲獎 |
| 2024 | Billboard JAPAN       | 年度藝人       | Mrs. GREEN APPLE             | 獲獎 |
| 2024 | Billboard JAPAN       | 年度作詞人     | 大森元貴                     | 獲獎 |
| 2024 | Billboard JAPAN       | 年度作曲人     | 大森元貴                     | 獲獎 |
| 2024 | 第66屆日本唱片大獎    | 大賞           | ライラック (Lilac)           | 獲獎 |
| 2024 | 第66屆日本唱片大獎    | 優秀作品賞     | ライラック (Lilac)           | 獲獎 |

## LIVE
| |
| - KT Zepp Yokohama（11月9日・10日） - Zepp Haneda（11月14日・15日） - Zepp Nagoya（11月21日・22日） - Zepp Sapporo（11月29日・30日） - Zepp Osaka Bayside（12月6日・7日） - Zepp Fukuoka（12月13日・14日） - Zepp DiverCity（12月26日・27日） |

| |
| - Zepp DiverCity（4月4日）w/ ももいろクローバーZ、PEOPLE 1 - Zepp DiverCity（4月5日）w/ フジファブリック、ネクライトーキー |

| |
| - さいたまスーパーアリーナ（7月8日・9日） - 大阪城ホール（7月15日・16日） - Aichi Sky Expo（8月3日・4日） |

| |
| - J:COMホール八王子（12月20日・21日） - フェニーチェ堺（12月26日・27日） - 仙台サンプラザホール（1月7日・8日） - 福岡サンパレス ホテル&ホール（1月12日・13日） - 名古屋国際会議場 センチュリーホール（1月25日・26日） - 札幌文化芸術劇場hitaru（2月3日・4日） - 東京国際フォーラム ホールA（2月6日・7日） - キッセイ文化ホール（長野県松本文化会館）（2月11日） - 新潟県民会館（2月12日） - 広島文化学園HBGホール（2月16日） - 高知県立県民文化ホール オレンジホール（2月18日） - フェスティバルホール（2月26日・27日） - 東京ガーデンシアター（3月2日・3日） |

|                                                                                  |
| - 橫濱體育館（5月21日）w/ 乃木坂46 - 橫濱體育館（5月22日）w/ キタニタツヤ、imase |

| |
| 御崎公園球技場（7月6日・7日） 橫濱球場（7月20日・21日） - 樂隊首次體育場巡演，四天動員約15萬人次。 - 11月30日，宣布將於2025年2月26日發行7月21日公演的演唱會影像作品(第八作)。 - 2025年3月2日，作為紀念本作發行，在當天全日本47都道府縣的電影院實施現場直播觀賞。東京・丸之內皮卡迪利電影院亦舉辦了登壇問候活動，並同步直播至全國電影院。 |

| |
| K-Arena橫濱（10月5日・6日・9日・10日・15日・16日・30日・31日・11月19日・20日） - 樂隊首次舉辦的定期公演，原定為8場公演，後來追加11月19日・20日總共10場公演，動員約20萬人次。 - 全場允許拍照攝影。 - 11月20日的終場公演宣布將於12月2日舉行記者發表會。 - 2025年2月17日，宣布將於7月8日發行2024年10月31日公演的演唱會影像作品(第九作)，並與精選輯《10》同日發行。 |

|                                                                                        |
| K-Arena橫濱 w/ ATEEZ、日向坂46、HY、M!LK、LE SSERAFIM、My Hair is Bad、the engy、TOMOO |

| |
| 名古屋巨蛋（10月25日・26日） 札幌巨蛋（11月1日・2日） 福岡巨蛋（11月8日・9日） 大阪巨蛋（11月15日・16日） 東京巨蛋（12月15日・16日・19日・20日） - 樂隊首次五大巨蛋巡迴演出 |

## 事件
2024年6月12日發布的第11張數位單曲〈コロンブス〉的MV，其呈現內容被網友質疑是肯定殖民主義，並且不知哥倫布在近年已成為一種負面詞彙。隔日，經紀公司和唱片公司聯合道歉，稱其表達方式缺乏對歷史文化背景的了解，並停止公開MV。